# BR-468
De BR-468 is een federale weg in de deelstaat Rio Grande do Sul in het zuiden van Brazilië. De weg is een verbindingsweg tussen Palmeira das Missões en de omgeving met grens met Argentinië bij Tiradentes do Sul.
De weg heeft een lengte van 139 kilometer.

## Aansluitende wegen
- BR-158, RS-330 en RS-569 bij Palmeira das Missões
- RS-317
- RS-155
- RS-210
- RS-518 naar Campo Novo
- BR-472 en RS-207 bij Bom Progresso
- BR-472 en RS-305 bij Três Passos

## Plaatsen
Langs de route liggen de volgende plaatsen:
- Palmeira das Missões
- Bom Progresso
- Três Passos
- Tiradentes do Sul